# Море Кризисов
Мо́ре Кри́зисов (лат. Mare Crisium) — море на видимой стороне Луны, к северо-востоку от Моря Спокойствия. Бассейн моря образовался от 4,55 до 3,85 миллиардов лет назад. Море имеет диаметр 556 км, площадь 137 000 км². У него очень плоское дно, окружённое кольцом гряд. Селенографические координаты центра моря — 17°00′ с. ш. 59°06′ в. д. / 17,0° с. ш. 59,1° в. д.. На юге расположены частично погребённые под морской лавой кратеры.
В море находятся несколько кратеров: Пикар, Пирс, Свифт, Йеркс и др.
На северном побережье моря находится кратер Клеомед.
К северо-востоку от Моря Кризисов находится Море Змеи.

## Места посадок космических аппаратов
- 21 июля 1969 г. около центра моря (17° с. ш. 60° в. д. / 17° с. ш. 60° в. д.G) разбилась советская автоматическая межпланетная станция «Луна-15».
- 6 ноября 1974 г. на юго-востоке моря (12°40′01″ с. ш. 62°09′04″ в. д. / 12,6669° с. ш. 62,1511° в. д.G) совершила неудачную посадку с опрокидыванием советская автоматическая межпланетная станция «Луна-23».
- 18 августа 1976 г. рядом с «Луной-23» (12°42′52″ с. ш. 62°12′46″ в. д. / 12,7145° с. ш. 62,2129° в. д.G) совершила мягкую посадку советская автоматическая межпланетная станция «Луна-24», успешно доставившая на Землю образец грунта[5].
- 2 марта 2025 г. (18.56° с.ш. 61.81° в.д.) совершил мягкую посадку посадочный модуль Blue Ghost, принадлежащий компании Firefly Aerospace. Является первым частным космическим аппаратом, осуществившим полностью успешную посадку на Луну.[6]